# مخرج مشترک
مخرج مشترک نام دومین آلبوم استودیویی گروه  بمرانی است که در نهم خرداد ۱۳۹۴ منتشر شد. فضای آلبوم مانند کارهای قبلی بمرانی رنگارنگ است و سبک تجربی تلفیقی در این آلبوم نیز حفظ شده‌است.

## رونمایی
مراسم رونمایی مخرج مشترک در عمارت مخروبه‌ای در تهران که با نام خانه گفتمان شهری شناخته می‌شود برگزار شد. در این مراسم احسان رسول‌اف، تهیه‌کننده آلبوم، به نیابت از گروه به روی صحنه رفت و دربارهٔ شکل‌گیری آلبوم صحبت کرد. تعدادی از قطعات آلبوم به همراه دیگر قطعات محلی در این مراسم اجرا شد.
هوتن شکیبا، حمید پورآذری، روزبه اسفندارمز، فاطمه هاشمی، فریدون عموزاده خلیلی، نورالدین حیدری ماهر، سجاد افشاریان، امید نعمتی و تعدادی دیگر از هنرمندان از میهمانان ویژه مراسم رونمایی از آلبوم مخرج مشترک بودند. 

## سبک
بعد از اولین تجربه بمرانی در آلبوم اتوبوس قرمز که برای مخاطب کودک ساخته شده بود، مخرج مشترک اولین آلبوم بمرانی بود که برای بزرگسالان ساخته شد. عمدهٔ آهنگ‌های آلبوم فضایی سرخوشانه دارند اما بعضی از آهنگ‌ها، مانند ژلوفن و چایی و بندر تهران فضایی تیره را به تصویر می‌کشد.  .
عمدهٔ ترانه‌های آلبوم سرودهٔ خود بمرانی بوده‌است، با این وجود بمرانی در این آلبوم از اشعار دیگر شاعران مانند احمد شاملو , امین منصوری , مارتین شمعون پور و سجاد افشاریان نیز استفاده کردند. همچنین الهام از فضای شعرهای شل سیلورستاین در بسیاری از آهنگ‌های آلبوم دیده می‌شود که  بمرانی برای مثال در دو آهنگ کی چراغا رو خاموشی میکنه و خورشید دزد از ترانه‌های این شاعر آمریکایی استفاده کرده‌است.

## لیست آهنگ‌ها
| شماره      | نام                        | مدت   |
| ---------- | -------------------------- | ----- |
| ۱.         | «کی چراغا رو خاموشی میکنه» | ۳:۴۲  |
| ۲.         | «خورشید دزد»               | ۵:۲۴  |
| ۳.         | «غصه خورک»                 | ۳:۲۹  |
| ۴.         | «ایشالا»                   | ۳:۵۴  |
| ۵.         | «پیاده‌روی»                 | ۳:۵۵  |
| ۶.         | «ژلوفن و چایی»             | ۵:۲۰  |
| ۷.         | «سیرک»                     | ۴:۰۴  |
| ۸.         | «جبر و احتمال»             | ۶:۰۸  |
| ۹.         | «بندر تهران»               | ۵:۳۸  |
| ۱۰.        | «پطروس فداکار»             | ۳:۴۹  |
| ۱۱.        | «چرا میری؟»                | ۳:۲۲  |
| مجموع مدت: | مجموع مدت:                 | ۴۸:۵۲ |

## نوازنده‌ها

### بمرانی
- بهزاد عمرانی - خواننده، گیتار ریتم
- مانی مزدکی - سازدهنی
- جهانیار قربانی - گیتار الکتریک
- آرش عمرانی - پیانو، کیبورد
- کیارش عمرانی - گیتار بیس
- آبتین یغماییان - درامز,کاخن

### دیگران
- احسان رسول‌اف - تهیه‌کننده
- مارتین شمعون پور
- روزبه اسفندارمز
- کاوه عابدین - میکس و مستر